# Issoria alrita
Issoria alrita är en fjärilsart som beskrevs av Hans Fruhstorfer 1904. Issoria alrita ingår i släktet Issoria och familjen praktfjärilar. Inga underarter finns listade i Catalogue of Life.